# الأكاديمية الدولية للهندسة وعلوم الإعلام
الأكاديمية الدولية للهندسة وعلوم الإعلام
 هي من الجامعات الخاصة المصرية وانشئت بناءً على قرار وزاري بتاريخ 5/5/2002، ككيان تعليمي خاص يمنح درجة البكالوريوس في الهندسة والإعلام والتجارة. وبدأت الدراسة بالأكاديمية في العام الدراسي 2002/2003. وتقع الأكاديمية داخل مدينة الإنتاج الاعلامي بمدينة السادس من أكتوبر بالجيزة.